# System Storage
System Storage（システムストレージ）は2005年以降のIBMのビジネス向けストレージ製品のブランド名。現在はIBM Storage（IBM ストレージ）。

## 名称
正式名称は「IBM System Storage」で、IBMのハードウェア全体のブランド名「IBM Systems」を構成する1ブランド（System z、Power Systems、System x、System Storage）であったが、「IBM Storage」に改称された。

## 製品

### フラッシュ/ディスク
- メインフレーム用
  - IBM DS8000
- オールフラッシュ

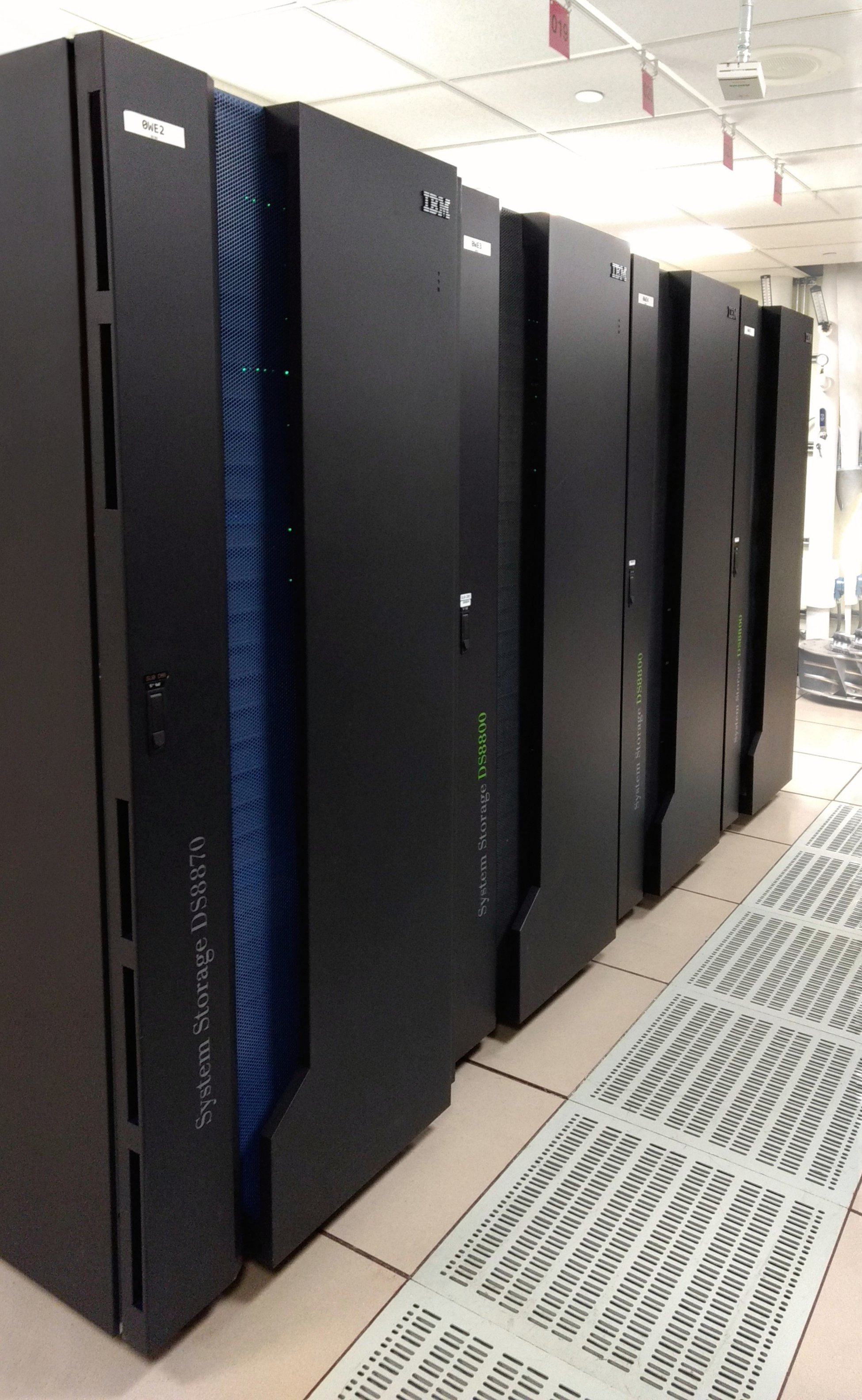
DS8000 メインフレームのストレージ

  - IBM FlashSystem 9000, 7000, 5000, ESS
- ハイブリッド（フラッシュ/ディスク）
  - IBM FlashSystem 5000
- 旧製品
  - DS6000, DS5000, DS4000, DS3000 （旧称 FASTt)）
  - IBM Nシリーズ（NAS。N3000、N5000、N6000、N7000等）
  - IBM Storwize シリーズ（V7000、V5000、V3700等）

### テープ
- テープライブラリ
  - TS4500, TS4300, TS2900
- 仮想テープ
  - TS7770
- ドライブ
  - TS2280, TS2270, TS2260 (LTO)
  - TS1160, 1150

### SANスイッチ
- IBM SAN bタイプ, IBM SAN cタイプ

### ソフトウェア
- SDS
  - IBM Spectrum Storage

## 概要
IBM DSシリーズからIBM Storwizeファミリーへと、ディスクストレージのブランド名称は変化。IBM Storwizeファミリーは、ストレージ仮想化ソフトウェアであるIBM Spectrum Virtualizeを組み込んだ製品群であった。IBM Storwizeファミリー製品群は、2020年2月にIBM FlashSystemに統合。
IBM FlashSystemは、2013年4月に発表されたフラッシュストレージであり、2020年の時点では、SAS接続SSD、NVMe対応SSD、IBMが独自開発したFlashCoreモジュールが、ドライブとして選択可能である。また、モデルによっては基本筐体または拡張筐体でハードディスクをサポート。
IBM Z、IBM LinuxONE向けストレージであるDS8000シリーズは、FICONなどメインフレームを含めた接続や、連続可用性（業務稼動中のハードウェア保守など）、機能（きめ細かいFlashCopyオプションなど）が可能。